# Anisopodus consimilis
Anisopodus consimilis es una especie de escarabajo longicornio del género Anisopodus, tribu Acanthocinini, subfamilia Lamiinae. Fue descrita científicamente por Aurivillius en 1922.

## Descripción
Mide 5 milímetros de longitud.

## Distribución
Se distribuye por Perú.